# Glochidion pulgarense
Glochidion pulgarense är en emblikaväxtart som beskrevs av Adolph Daniel Edward Elmer. Glochidion pulgarense ingår i släktet Glochidion och familjen emblikaväxter. Inga underarter finns listade i Catalogue of Life.